# Ліліан Дісней
Ліліан Марі Дісней (уроджена Баундс; 15 лютого 1899 — 16 грудня 1997) — американська художниця чорнилом в Walt Disney Animation Studios і дружина Волта Діснея з 1925 року і до його смерті в 1966 році. Народилася в Сполдінгу, штат Айдахо, закінчила середню школу в Лапвеї, після чого переїхала до Льюїстона, де поступила до коледжу. Ліліан залишила Айдахо в 1923 році та переїхала до Південної Каліфорнії, де зустріла свого майбутнього чоловіка Волта, працюючи секретаркою в його компанії.
1928 року під час поїздки в потязі Волт розкрив дружині нового персонажа, названого «Мортімер Маус». Ліліан запропонувала йому перейменувати свого героя на «Мікі Маус». З тих пір це ім'я стало синонімом бренду Disney.
Волт Дісней помер від раку легенів 15 грудня 1966 року, після чого Ліліан знову вийшла заміж за Джона Труєнса (забудовника з Південної Каліфорнії), з яким прожила з 1969 року і до його смерті в 1981 році. 15 грудня 1997 року Ліліан Дісней пережила інсульт і померла наступного ранку в Лос-Анджелесі у віці 98 років.

## Раннє життя
Ліліан Марі Баундс народилася в Сполдінгу, штат Айдахо, та виросла в сусідньому Лапвеї в індіанській резервації Не-персе, де її батько Віллард працював ковалем і федеральним маршалом. Вона була молодшою з десятьох дітей, і сім’я мала фінансові труднощі; батько помер, коли їй було сімнадцять. Після закінчення середньої школи Ліпвею Боундс разом із матір'ю переїхали до Льюїстона; після року навчалася в бізнес-коледжі у 1923 році вона переїхала до Південної Каліфорнії, де жила з родиною своєї сестри Хейзел. На момент зустрічі з Волтом Ліліан працювала секретаркою студії Disney у відділі «чорнило та фарби».

## Шлюб із Діснеєм
Ліліан Баундс і Волт Дісней одружилися 13 липня 1925 року в Айдахо в домі її брата. Вінчання відслужив настоятель льюїстонської єпископальної церкви Різдва Христового. Батьки Діснея не були присутні. Оскільки батько Баундс помер, її дядько, начальник пожежної охорони Льюїстона, віддав наречену. На Ліліан була сукня, пошита нею самою. У подружжя було дві доньки, Діана Марі Дісней (1933—2013) і Шерон Мей Дісней (1936—1993), останню з яких удочерили. Дісней мала десятьох онуків: семерих від Діани та її чоловіка (Рона Міллера) і трьох від Шерон та двох її чоловіків, Роберта Брауна та Вільяма Ланда.

## Визнання

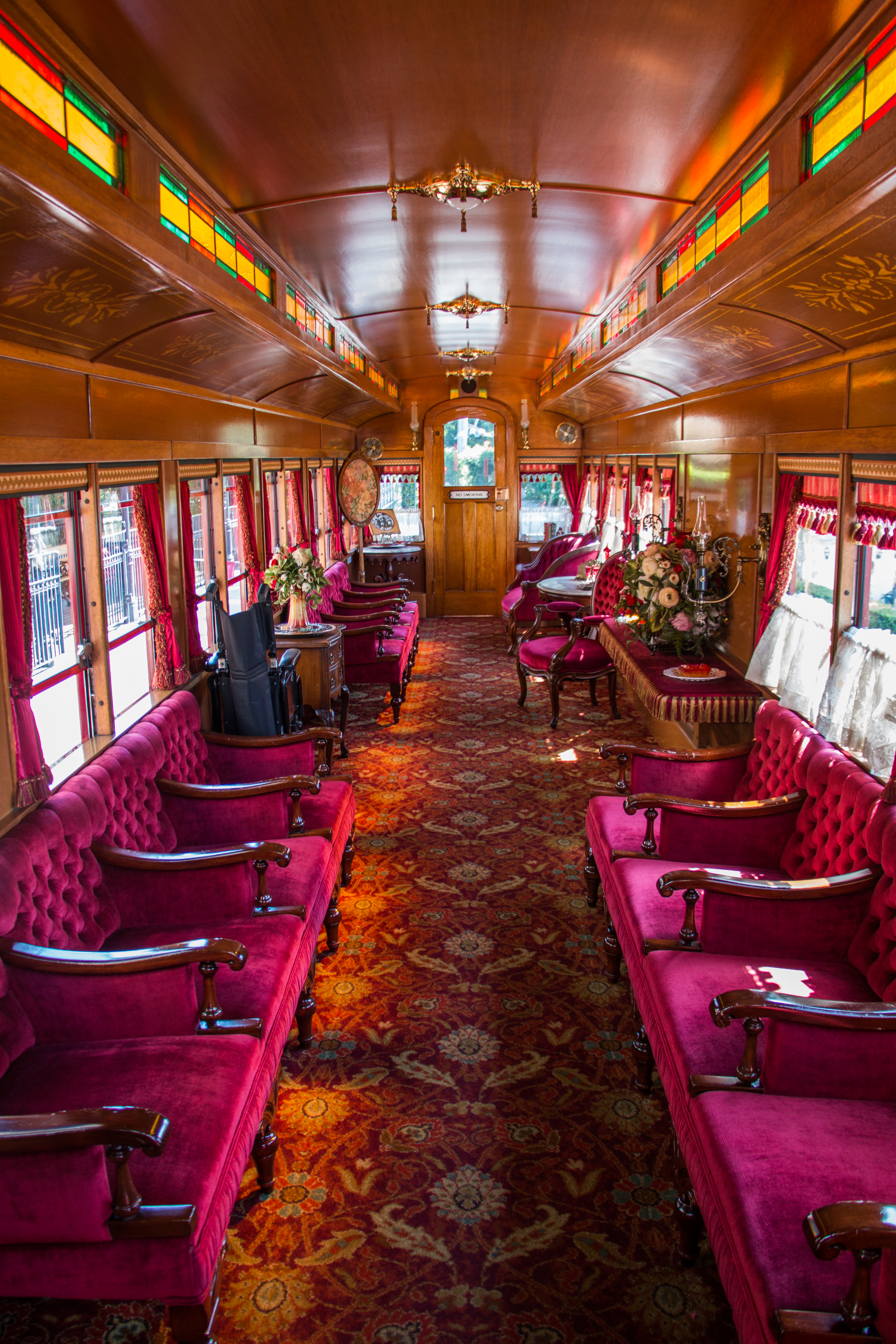
Інтер'єр вагону «Ліллі Белль» у Діснейленді

Дісней працювала художницею чорнилом мультфільму «Божевільний літак». Вважається, що саме Ліліан дала ім'я найвідомішому персонажу свого чоловіка Мікі Маусу. Під час поїздки з Нью-Йорка до Каліфорнії 1928 року Волт показав дружині малюнок мишеняти та сказав, що збирається назвати його «Мортімер Маус». Ліліан відповіла, що таке ім’я звучить «надто попмезно» і запропонувала замість нього «Міккі Маус», чим дуже пишалася.
На залізниці Carolwood Pacific Railroad Волт Дісней назвав свій паровоз масштабу 1:8 «Ліллі Белль» на честь своєї дружини. Крім того, вагон-салон залізниці Діснейленду та локомотив залізниці Дісней Ворлду носять таку саму назву. Компанія Walt Disney Imagineering створила копію колісного пароплава «Імператриця Ліллі» для Дісней-Спрінгс (частина Дісней Ворлду), який почав роботу 1 травня 1977 року. У 2003 році Ліліан Дісней посмертно отримала нагороду «Легенда Діснею».

## Пізні роки та смерть
15 грудня 1966 року Волт Дісней помер від раку легенів у віці 65 років. Згодом Ліліан одружилася із забудовником Джоном Труєнсом, з яким прожила з травня 1969 року і до його смерті 24 лютого 1981 року у віці 73 років.
У 1987 році Ліліан пообіцяла подарувати 50 мільйонів доларів на будівництво нового концертного залу в Лос-Анджелесі. Після кількох затримок Концертний зал імені Волта Діснея відкрився 2003 року, через шість років після її смерті. Дісней також профінансувала заснування Каліфорнійського інституту мистецтв.
Дісней пережила інсульт 15 грудня 1997 року, рівно через 31 рік після смерті її першого чоловіка. Вона померла наступного ранку у своєму будинку в Західному Лос-Анджелесі у віці 98 років. Її поховали в Меморіальному парку Форест Лон у Глендейлі, Каліфорнія.